# تیبور کنچش
تیبور کنچش (مجاری: Tibor Kincses؛ زادهٔ ۱۲ فوریهٔ ۱۹۶۰ – درگذشتهٔ ۹ ژوئن ۲۰۲۵) جودوکار اهل مجارستان بود.